# Сильвестр (Сембратович)
Сильвестр Сембратович (пол. Sylwester Sembratowycz; 3 сентября 1836, Австрийская империя — 4 августа 1898, Львов, Австро-Венгрия) — украинский кардинал, митрополит Украинской грекокатолической церкви с 27 марта 1885 по 4 августа 1898. Кардинал-священник с титулом церкви Санто-Стефано-аль-Монте-Челио с 29 ноября 1895.

## Биография
Сильвестр Сембратович родился 3 сентября 1836 в деревне Дошница в юго-восточной Польше. Учился в Вене и Львове. В 1854 году он переехал для учёбы в греческом колледже Св. Афанасия в Риме, где он был посвящён в сан священника 1 ноября 1860 года и получил степень доктора богословия в 1861 году. Он оставался в Риме до 1863 года, когда он вернулся в Галицию и был назначен на службу в деревне Тылич. Также он работал в греко-русинской семинарии Львова до 1865 года, когда он был назначен профессором богословия в университете Львова, где он работал до 1879 года.
20 апреля 1879 года он стал епископом архиепархии Львова. Хиротонию провел его брат, архиепископ Львова Иосиф Сембратович. Когда его брат ушел в отставку в 1882 году Сильвестр Сембратович был назначен апостольским администратором. 27 марта 1885 года он был официально назначен архиепископом Львова, то есть предстоятелем Украинской греко-католической церкви, и был интронизирован 5 мая 1885 года. Как предстоятель он реформировал Орден святого Василия, опубликовал народные молитвенники и провел синод в 1891 году.
29 ноября 1895 года он был возведен в кардиналы папой Львом XIII с титулом Санто-Стефано-Ротондо. Умер во Львове 4 августа 1898 года. Могила находится в крипте архикафедрального собора святого Юра.